# Finlands lantdagar
Finlands lantdagar (finska Suomen maapäivät, senare valtiopäivät; svenska Finlands lantdagar), var Finlands parlament åren 1809–1906, och ersättare till Sveriges ståndsriksdag. Lantdagarna ersattes 1907 med Finlands riksdag (som dock fortsatt benämndes lantdagen tills Finland blev självständigt).

## De första lantdagarna

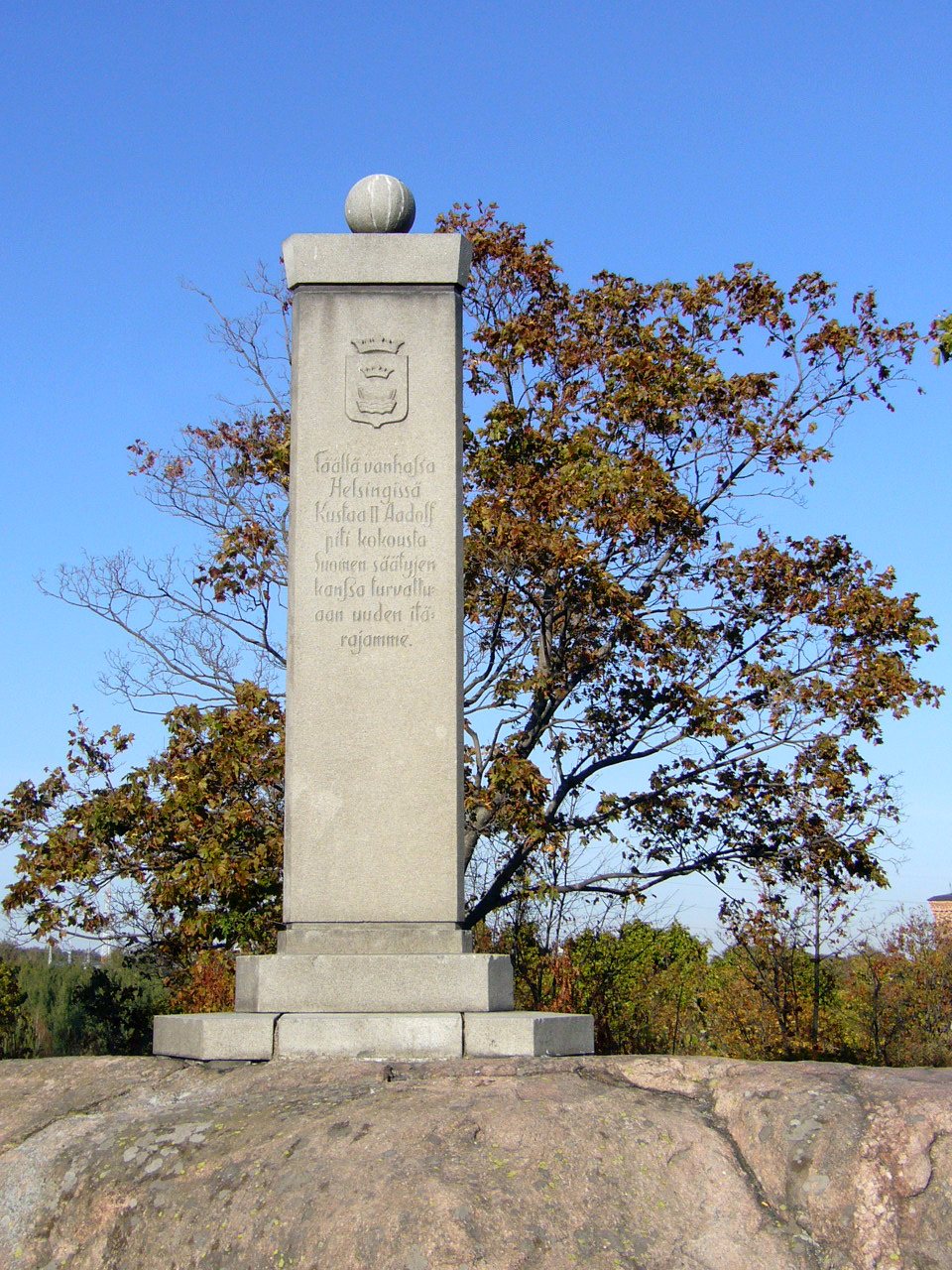
Minne av mötet 1616.

Finlands första lantdag hölls av Gustav II Adolf som riksdagen 1616 i Helsingfors för hela riket. Andra möten (Åbo lantdag) hölls i Åbo exempelvis 1676. Mötena sammankallades av Axel Julius De la Gardie. Bondeståndet leddes av Henrik Henriksson Vanberg.

## Borgå lantdag

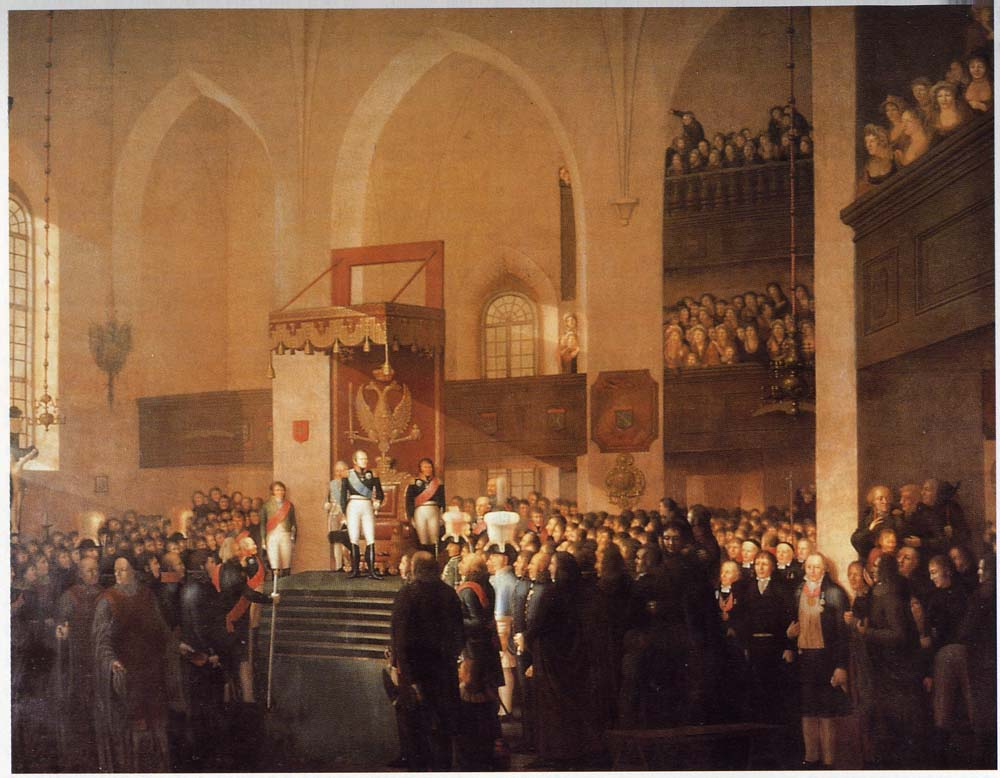
Borgå lantdag.

Borgå lantdag hölls 1809. Lantdagen sammankallades av kejsar Alexander I av Ryssland medan 1808–1809 års krig ännu pågick. De enligt svensk riksdagsordning i Borgå samlade finska ständerna svor kejsaren trohet och denne avgav sin regentsförsäkran den 29 mars 1809.

## 1863

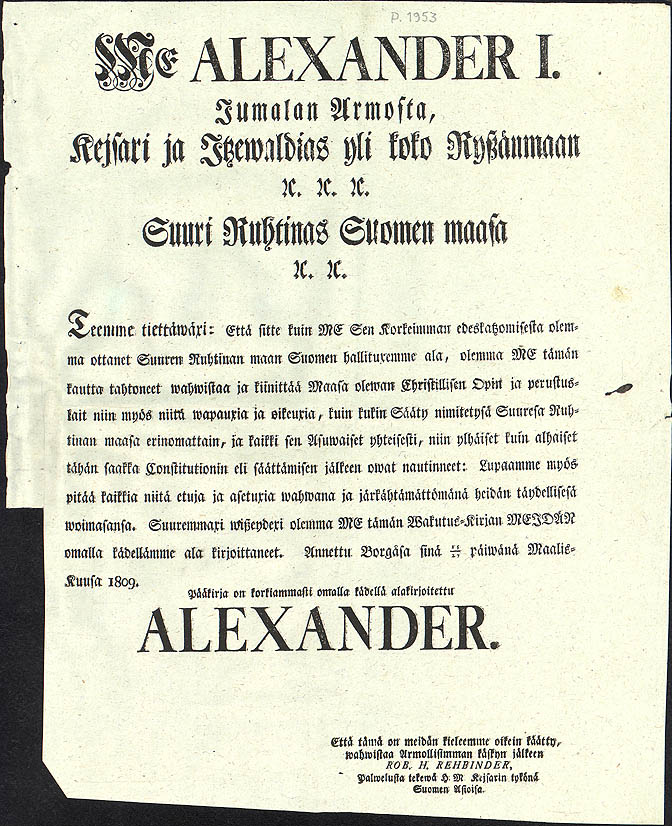
1863

Efter Borgå lantdag följde en period på mer än ett halvsekel då inga lantdagar sammankallades, och som därför brukar kallas för statsnatten. 
Finländsk lagstiftining gick i stå. Emellertid beslöt kejsar Alexander II att påbörja förberedelserna för en lantdag 1859. En rad lagstiftningsärenden kunde inte lösas på administrativ väg i senaten och påkallade ständernas samtycke. Till lantdagsförberedelserna hörde januariutskottet, ett organ sammansatt av 12 representanter för varje stånd som skulle överlägga om ärendelistan. Utskottet var samlat i Helsingfors på Riddarhuset från 20 januari till 6 mars 1862. Själva lantdagen sammankallades i juni 1863 och utblåstes 15 september samma år. Till öppningsfestligheterna hörde kejsarens besök, en stor bal och en jakt på Träskända gård, som ägdes av filantropen Aurora Karamzin. I sitt öppningstal lovade kejsaren sammankalla lantdagen regelbundet, vilket särskilt utomlands tolkades som ett uttryck för Alexander II:s engagemang i reformarbetet han påbörjat, trots svårigheterna i Polen där ett uppror mot ryska överheten pågick. På själva ärendelistan fanns bland annat förslag om ogifta kvinnors myndighet, kommunalt självstyre, privatbankers upprättande och styrelse. Ständerna var samlade ända fram till 15 april 1864.

## Sessioner
Lista över sessioner.
- 1809 (januari-juli);

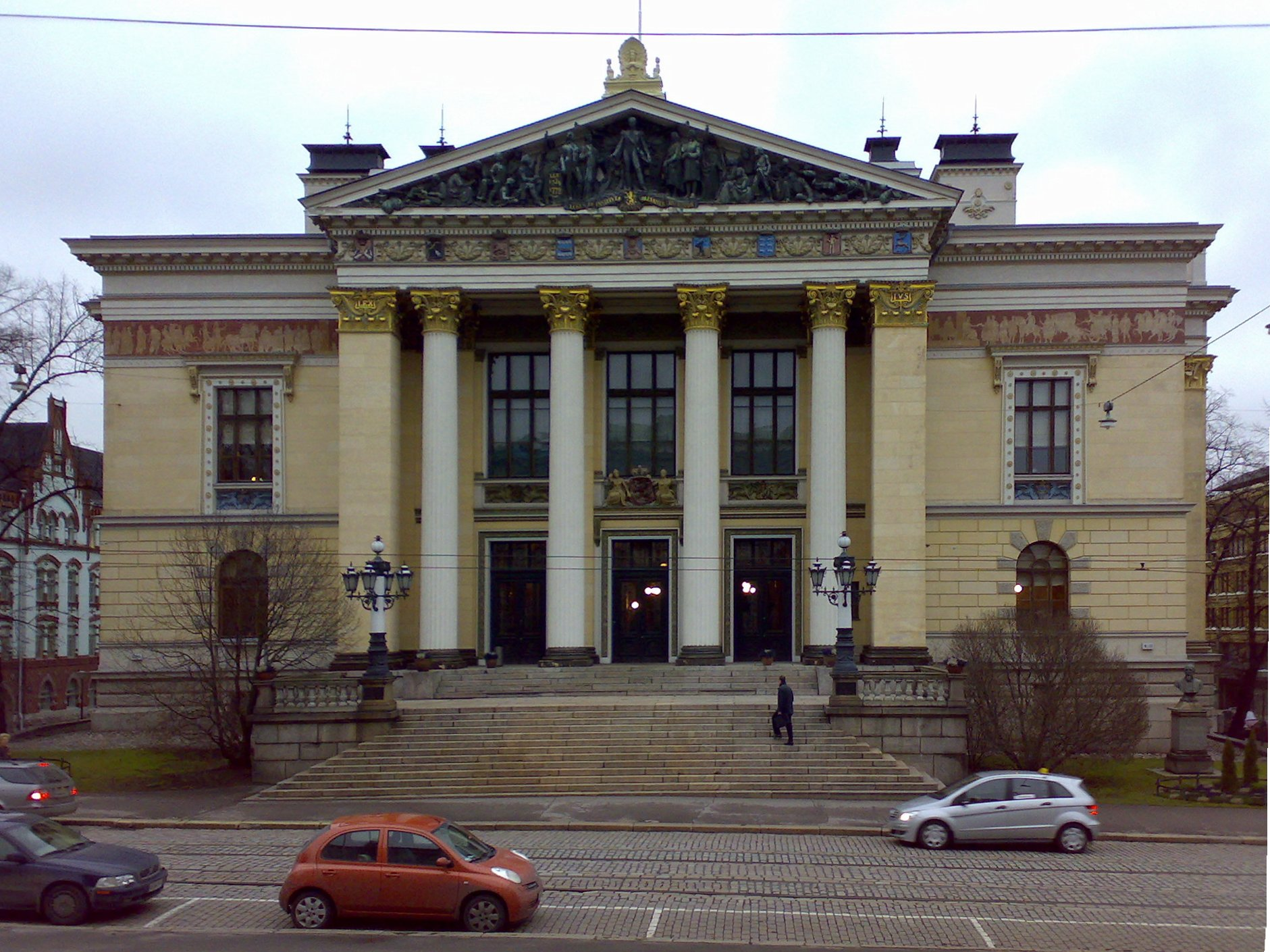
Här sammanträdde de lägre stånden

- 1863–1864 (september 1863–april 1864);
- 1867 (januari-maj);
- 1872 (februari-juni);
- 1877–1878; (januari 1877–januari 1878);
- 1882 (januari-juni);
- 1885 (januari-maj);
- 1888 (januari-maj);
- 1891 (januari-maj);
- 1894 (januari-juni);
- 1897 (januari-juni);
- 1899 (januari-maj);
- 1900 (januari-juni);
- 1904–1905 (december 1904–april 1905);
- 1905-1906;

### Fotnoter
1. ↑  ”lantdagen”. Förvaltningshistorisk ordbok. Svenska litteratursällskapet i Finland. 2016
2. ↑  Aatos.
3. ↑  Schauman, August (1922). Från sex årtionden i Finland. "II". sid. 202–202
4. ↑  ”Finlands Allmänna Tidning 26.6.1863”. http://digi.kansalliskirjasto.fi/sanomalehti/binding/400058. Läst 2 februari 2016.
5. ↑  Klinge, Matti (1996). Finlands historia. "3". sid. 218–219. ISBN 951-50-0730-5
6. ↑  ”Finlands Allmänna Tidning 19.9.1863”. http://digi.kansalliskirjasto.fi/sanomalehti/binding/400090. Läst 2 februari 2016.
7. ↑  Eduskunta Arkiverad 14 oktober 2007 hämtat från the Wayback Machine.